# Baptiste Giabiconi
Baptiste Giabiconi (ur. 9 listopada 1989 w Marignane) − francuski model i piosenkarz. 

## Życiorys

### Wczesne lata
Pochodzi z rodziny pochodzenia korsykańskiego. Jego ojciec, z zawodu mechanik, pochodzi z Bastii, a matka, pracująca w biurze burmistrza, urodziła się w Calvi. Dzieciństwo spędził w Moriani-Plage w Haute-Corse, w regionie blisko Bastii, wraz z dwiema starszymi siostrami. Gdy miał 12 lat, jego rodzice rozstali się. Rodzeństwo trafiło pod opiekę matki.
Uzyskał dyplom na kierunku renowacji w Brevet d'Etudes professionnelles (BEP) i Baccalauréat w Accueil et Service. Mając 17 lat, rozpoczął pracę montażu części w fabryce helikopterów w fabryce helikopterów w Marsylii. Potem otworzył własny biznes jako dostawca pizzy. 

### Kariera
W 2008 podpisał kontrakt z agencją dla modeli DNA Model Management w Nowym Jorku. Został ambasadorem domu mody Karla Lagerfelda i Giorgio Armani Chanel. Pojawił się także na łamach magazynów, takich jak m.in. „Vogue”, „Harper’s Bazaar”, „Elle”, „Numéro Homme”, „V Man”, „Marie Claire”, „Purple”, „L’Officiel Hommes” czy „Dorian”.
W maju 2009 znalazł się na pierwszym miejscu zestawienia „50 najlepszych męskich modeli świata” wg portalu internetowego Models.com.
Wiosną 2010 został sfotografowany dla kampanii Roberto Cavalli, obok Kate Moss i został twarzą Coca Coli Light z Coco Rochą. 
Od 8 października do 19 listopada 2011 uczestniczył w drugiej edycji programu TF1 Danse avec les stars, w parze z Fauve Hautot zajął trzecie miejsce w finale.
W 2012 rozpoczął karierę muzyczną. Wydał debiutancki singiel „One Night in Paradise” oraz pierwszy album studyjny, zatytułowany Oxygen. W 2014 premierę miała jego druga płyta pt. Un homme libre.
W marcu 2012 spotykał się z Katy Perry.

## Dyskografia

### Albumy studyjne
- Oxygen (2012)
- Un homme libre (2014)

### Single
- 2012 – „One Night in Paradise”
- 2012 – „Là-bas” (z Marie-Mai)
- 2014 – „Je te aime”